# McIntosh (Alabama)
McIntosh es un pueblo ubicado en el condado de Washington en el estado estadounidense de Alabama. En el censo de 2000, su población era de 244.

## Demografía
En el 2000 la renta per cápita promedia del hogar era de $ 28.214$, y el ingreso promedio para una familia era de 39.167$. El ingreso per cápita para la localidad era de 14.023$. Los hombres tenían un ingreso per cápita de 31.429$ contra 22.750$ para las mujeres.

## Geografía
McIntosh está situado en 31°15′58″N 88°1′53″O / 31.26611, -88.03139 (31.265979, -88.031473)
Según la Oficina del Censo de los EE. UU., la ciudad tiene un área total de 1.00 millas cuadradas (2.59 km²).